# Жанруа, Альфред
Альфред Мари Анри Гюстав Жанруа́ (фр. Alfred Jeanroy; 5 июля 1859, Манжьенн, департамент Мёз — 13 марта 1954, Сен-Жан, департамент Верхняя Гаронна) — французский литературовед, специалист по творчеству труверов.

## Биография
Учился в Вердене, затем окончил в 1881 году Школу высших исследований, где учился у Гастона Париса и Поля Мейера. Преподавал в лицеях в Труа и Безансоне, затем в парижском Коллеже Станислава. С 1889 года преподавал в Университете Пуатье, где защитил диссертацию «Истоки лирической поэзии во Франции в средние века» (фр. Les origines de la poésie lyrique en France au Moyen âge; 1889), изданную затем в виде монографии и выдержавшую ряд переизданий. В 1893—1909 годах профессор Тулузского университета, затем до 1934 года профессор южноевропейских литератур в Сорбонне, одновременно преподавал в Школе высших исследований. Действительный член Академии надписей (1922). Членкор Американской академии медиевистики (1927).
Опубликовал ряд важнейших трудов по истории средневековой французской и провансальской литературы, был одним из авторов (вместе с Ж. Бедье и Ф. Пикаве) первого тома «Истории французской литературы» (фр. Histoire des lettres; 1921), охватывавшего период от её возникновения до Пьера Ронсара. Единолично и в соавторстве подготовил множество изданий средневековых французских авторов, в том числе Жофре Рюделя и Франсуа Вийона.